# UR-100
Ne doit pas être confondu avec UR-100N ou MR-UR-100 Sotka.
L’UR-100 (en russe : УР-100 ou универсальная ракета, « fusée universelle ») ou SS-11 Sego dans la désignation OTAN est un missile balistique intercontinental de seconde génération développé par l'Union soviétique. Le missile qui est conçu par l'OKB-52 de Tchelomeï est déployé entre 1966 et 1996. Dans les années 1970, ce missile, avec près de 1 000 exemplaires opérationnels, était la principale arme nucléaire des forces stratégiques soviétiques.
L'UR-100 est un missile à deux étages utilisant des ergols liquides stockables. Tiré depuis un silo, il est en permanence encapsulé dans un conteneur qui, en le protégeant des agressions extérieures, permet d'espacer de plusieurs années les opérations d'entretien alors que les missiles qui le précédaient nécessitaient une révision tous les 6 mois. Trois versions ont été déployées emportant selon le cas de 1 à 3 têtes nucléaires. L'UR-100 est le premier missile soviétique dont les têtes nucléaires sont accompagnées de leurres. D'une masse comprise entre 42 et 50 tonnes pour un diamètre de 2 mètres et une longueur de 17 à 20 mètres, le missile a une portée de 10 600 km avec une précision comprise entre 0,96 et 1,4 km.
Les missiles MR-UR-100 Sotka (code OTAN SS-17 Spanker) et UR-100N (code OTAN SS-19 Stiletto) désignent, malgré leur appellation, des engins complètement différents.

## Historique
Pour un article plus général, voir Histoire du missile balistique.

### Contexte
En avril 1962, le gouvernement soviétique décide de développer la deuxième génération de missile balistique intercontinental avec comme objectif de pallier les insuffisances des missiles de première génération, les R-16 (SS-7 Saddler) et R-9 (SS-8 Sasin). La réalisation de quatre types de missile est planifiée :
- un missile léger utilisant des propergols solides et qui doit être déployé en grand nombre et constitue la réponse aux Minuteman américains ;
- un missile lourd, contrepartie du Titan américain ;
- un missile encore plus puissant capable d'emporter une tête nucléaire de 50 Mt ;
- un missile capable de placer une charge nucléaire en orbite permettant ainsi de contourner la ligne de défense radar que les États-Unis ont placé au nord de leur territoire (baptisé Fractional Orbital Bombardment System par les américains).

Le bureau d'études OKB-1 de Sergueï Korolev, le concepteur du premier missile balistique intercontinental et père de l'astronautique soviétique, est chargé de développer le missile à propergol solide. Mais ce projet, baptisé RT-2 (code OTAN SS-13 Savage), connaît un développement difficile et les autorités militaires qui ont déjà eu des relations tumultueuses avec Korolev lors de la conception des missiles R-7 (SS-6 Sapwood) et R-9 (SS-8 Sasin) décident de lancer deux autres projets concurrents utilisant des ergols liquides : le bureau d'études SKB-586 de Mikhail Yanguel développe le R-38 tandis que l'OKB-52 de Vladimir Tchelomeï reçoit le 30 mars 1963 l'autorisation de développer l'UR-100. Le développement du R-38 est abandonné par la suite pour que les ingénieurs de Yanguel puissent se concentrer sur la conception du missile lourd R-36 (SS-9 Scarp),.

### Développement et déploiement
La mise au point de l'UR-100 se déroule sans rencontrer de problèmes importants contrairement à celle du RT-2. Le premier tir a lieu à Baïkonour le 15 avril 1965, près d'un an avant celui du RT-2. Les essais s'achèvent le 27 octobre 1966 et le déploiement opérationnel débute la même année. Environ 990 missiles sont déployés au cours des six années suivantes sur 11 sites généralement situés à proximité de la voie ferrée du Transsibérien. Le RT-2, lui, n'est déployé qu'à compter de 1971 et seulement à 60 exemplaires,.
À la suite de la dégradation des relations sino-soviétiques au cours des années 1960, les forces stratégiques nucléaires doivent en 1968 envisager un redéploiement de leur dispositif permettant de faire face à un conflit avec la Chine. Or à l'époque, le changement des cibles des missiles nécessitait une modification de leur programmation longue à mettre en œuvre et les UR-100 à longue portée étaient dans l'incapacité de frapper des cibles chinoises importantes mais situées à des distances trop courtes. Après avoir modifié les missiles, deux essais réussis furent réalisés en 1968 sur des cibles distantes d'environ 1 000 km. Les cibles des missiles des deux derniers régiments déployés se situaient en Chine. À compter de cette date, les UR-100 furent également utilisés comme missiles balistiques à moyenne portée chargés de frappes sur des villes d'Europe ou du Japon.

### Nouvelles versions
À la fin des années 1960, une étude sur le remplacement des missiles de seconde génération, est réalisée en partie par le bureau d'études de Yangel. Le choix du missile qui doit remplacer l'UR-100 divise profondément les ministères impliqués dans la défense, le Politburo, l'État-Major soviétique et les responsables des différentes bureaux d'études chargés du développement des missiles. À la suite de cet épisode désigné sous le terme de « petite guerre civile », un appel d'offres est lancé pour le remplacement de l'UR-100. Yanguel propose le MR-UR-100 Sotka (code OTAN SS-17 Spanker) tandis que Tchelomeï soumet deux projets : l'UR-100K, une version améliorée de l'UR-100 et l'UR-100N (code OTAN SS-19 Stiletto), un missile qui malgré son nom est entièrement nouveau. Alors que selon les termes de l'appel d'offres, un seul modèle devrait être sélectionné, le dirigeant soviétique de l'époque Léonid Brejnev n'ayant pas trouvé de consensus, fait le choix très couteux de développer les trois types de missile pour remplacer l'UR-100,,.
Le nombre de missiles de type UR-100 déployés culmine en 1971. À partir de 1972, ceux-ci sont progressivement retirés du service. Leurs silos sont modifiés pour accueillir la version UR-100K d'une masse accrue de 8 tonnes et qui est déployée en deux sous-versions : l'une avec une seule ogive et l'autre avec trois ogives. L'UR-100K est le premier missile intercontinental soviétique à incorporer des leurres destinés à tromper la défense antimissile adverse. La variante mono-tête nucléaire est opérationnelle à compter de 1974. En 1975, 248 missiles de ce type sont déployés tandis que 220 exemplaires multi-têtes sont déployés. 120 exemplaires de la version UR-100U, qui emporte 3 têtes nucléaires, sont déployés en 1975. Les UR-100N (SS-19) et MR-UR-100 Sotka (code OTAN SS-17) deviennent également opérationnels à compter de 1972.

### Les accords SALTIet le retrait des missiles UR-100
L'accord SALT I, signé entre les États-Unis et l'Union soviétique, fixe une limite supérieure au nombre de missiles balistiques intercontinentaux tirés depuis des silos qui peuvent être déployés par chacun des deux pays. Par ailleurs, à compter de 1976, le nouveau missile SS-20 se substitue aux UR-100 (ainsi qu'aux R-12 et aux R-14) pour les attaques contre les cibles continentales situées en Asie et en Europe. En conséquence, les silos soviétiques sont désormais affectés de manière privilégiée aux missiles intercontinentaux ayant pour cible les États-Unis. Le retrait des missiles de la version d'origine de l'UR-100 intervient en deux temps. En 1980, seuls subsistent 100 missiles dépourvus de tête nucléaire avant le retrait total qui intervient en 1984. Les UR-100U sont retirés du service entre 1980 et 1984. l'UR-100K est la dernière version à subsister. Les derniers exemplaires sont désarmés en 1994.

## Caractéristiques techniques
L'UR-100 est un missile balistique intercontinental à deux étages à propergol liquide. Les versions initiales emportaient une seule ogive nucléaire de 0,5 à 1,1 Mt, tandis que les versions ultérieures peuvent transporter trois ogives (mirvage). Le missile est lancé depuis des silos. L'UR-100 est le premier missile balistique entré en service équipé de leurres. L'OKB-52 s'est appuyé sur son expérience dans le domaine de l'aéronautique pour abaisser les coûts de fabrication du missile. Le bureau d'études a également utilisé son expérience du développement de missiles de croisière tirés depuis des navires pour concevoir un missile protégé des agressions extérieures. Le missile est placé en usine dans un container et transporté dans celui-ci jusqu'au silo. Le container avec son contenu est descendu dans le silo puis le plein des réservoirs est effectué. Enfin le container est scellé pour protéger le missile ce qui lui permet d'être stocké sans entretien durant plusieurs années alors que les missiles de la génération précédente comme le R-16 devaient subir un cycle d'entretien tous les 6 mois. Lorsque le missile est mis à feu, les gaz brûlants sont expulsés dans l'espace aménagé entre les parois du silo et le conteneur.
La conception de silos est grandement simplifiée par rapport aux précédents missiles. Les installations se composaient de silos non habités et contrôlés par un unique poste de commandement central. Pour permettre de réaliser les installations plus rapidement et à moindre coût, les silos des UR-100 sont relativement peu protégés contre une explosion atomique à proximité : ils sont conçus pour résister à une surpression de 2 atmosphères.
Le missile comporte deux étages dont les moteurs brûlent un mélange d'ergols liquides stockables : le carburant est de l'UDMH et le comburant est du peroxyde d'azote. L'UR-100 est le premier missile soviétique avec le R-36 à utiliser du peroxyde d'azote qui remplace l'acide nitrique employé pour la propulsion de la génération précédente. Le missile comprend deux étages :
- le premier étage 8S816 est propulsé par quatre moteurs 15D2 (RD-0217) ;
- le deuxième étage 8S817 avec un moteur principal 15D13 et quatre moteurs verniers 15D14 (RK-3).

Le missile, qui a été conçu par l'OKB-52 de Vladimir Tchelomeï, est fabriqué par GKNPZ Khrounitchev, l'usine aéronautique №166 « Polyot » d'Omsk et l'usine aéronautiques №47 « Strela » d'Orenbourg. La tête nucléaire de 1 Mt est développée par le complexe industriel NII-1011 à Tcheliabinsk-70. Les leurres sont réalisés par le centre NII-108 de V.Gerasimenko. Les silos de type 15P784 sont conçus par KBOM, Design Bureau of Common Machinery dirigé par V.P.Barmin.
| Version                                | UR-100                                     | UR-100K                                                             | UR-100U                                    |
| -------------------------------------- | ------------------------------------------ | ------------------------------------------------------------------- | ------------------------------------------ |
| Contrat                                | RS-10                                      | RS-10                                                               | RS-10                                      |
| indice GRAU                            | 8K84                                       | 15A20                                                               | 15A20U                                     |
| Code DIA                               | SS-11 mod 1                                | SS-11 mod 2                                                         | SS-11 mod 3                                |
| Code OTAN                              | Sego                                       | Sego                                                                | Sego                                       |
| Déploiement                            | 1966-1984                                  | 1973-1990                                                           | 1975-1983                                  |
| Propulsion                             | 2 étages avec propulsion à ergols liquides | 2 étages avec propulsion à ergols liquides                          | 2 étages avec propulsion à ergols liquides |
| Ergols utilisé                         | UDMH/NTO                                   | UDMH/NTO                                                            | UDMH/NTO                                   |
| Longueur                               | 16,70 m                                    | 18,90 m                                                             | 19,10 m                                    |
| Diamètre de la tête                    | 2 m                                        | 2 m                                                                 | 2 m                                        |
| Poids                                  | 42,3 tonnes                                | 50,1 tonnes                                                         | 50,1 tonnes                                |
| Charge utile                           | 760-1 500 kg                               | 1 200 kg                                                            | 1 200 kg                                   |
| Charge nucléaire                       | 1 tête nucléaire de 1,0 MT                 | 1 tête nucléaire de 1,0 MT / 3 têtes nucléaires 220 kT avec leurres | 3 têtes nucléaires 220 kT avec leurres     |
| Portée                                 | 11 000 km                                  | 12 000 km                                                           | 10 600 km                                  |
| Précision (Erreur circulaire probable) | 1,4 km                                     | 0,96 km / 1,1–1,2 km                                                | 1,1–1,2 km                                 |